# راي شيب
راي شيب هو سياسي أسترالي، ولد في 27 سبتمبر 1925، وتوفي في 28 أكتوبر 2019. انتخب عضو المجلس التشريعي التاسماني ‏.